# George Douglas (17e comte de Morton)
Pour les articles homonymes, voir George Douglas.
George Sholto Douglas, 17e comte de Morton (23 décembre 1789 – 31 mars 1858), est un homme politique écossais Tory.

## Biographie
Il est le fils de John Douglas, deuxième fils de James Douglas (14e comte de Morton). Sa mère est Françoise, fille de Edward Lascelles. Il succède à son cousin comme comte en 1827, et est élu pair représentant écossais en 1828. Il sert comme un whip du gouvernement à la Chambre des lords de 1841 à 1846, dans la deuxième gouvernement conservateur de Robert Peel et en 1852, dans le premier gouvernement conservateur du comte de Derby.
Lord Morton épouse Frances Théodora, fille de George Henry Rose, en 1817. Leur second fils George Henry Douglas devient un amiral de la Royal Navy. Lord Morton est décédé en mars 1858, à l'âge de 68 ans, et est remplacé comme comte par son fils aîné Sholto Douglas. Lady Morton est morte en 1879.